# Marie de Looz-Heinsberg
 (novembre 2020).
Si vous disposez d'ouvrages ou d'articles de référence ou si vous connaissez des sites web de qualité traitant du thème abordé ici, merci de compléter l'article en donnant les références utiles à sa vérifiabilité et en les liant à la section « Notes et références ».
Marie de Looz-Heinsberg (1426 - 20 avril 1502) est une fille de Jean II, comte de Looz-Heinsberg. Sa mère est la comtesse Anne Marguerite de Solms-Braunfels (1390 - 25 novembre 1433).

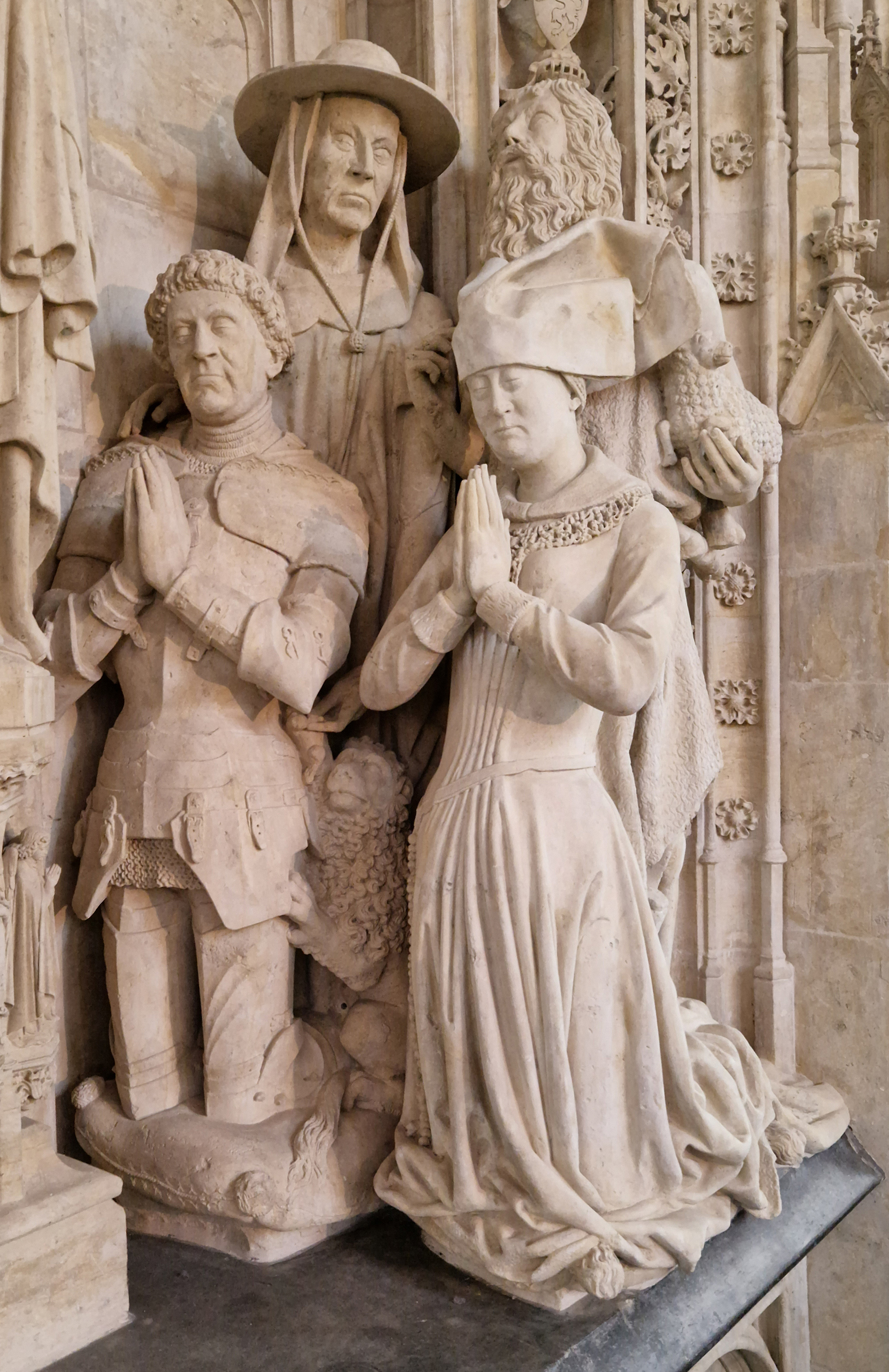
Sculpture de Marie de Looz-Heinsberg sur la mausolée d'Engelbert Ier de Nassau-Dillenbourg, église Notre-Dame de Bréda.

Elle fut mariée à Jean IV de Nassau-Dillenbourg, seigneur de Breda, le 7 février 1440. Entre autres, les villes de Zichem et Diest lui appartiennent alors. Après cette union, ces deux possessions rejoignent le comté de Nassau-Dillenbourg.
En 1468, elle hérita de la résidence des seigneurs de Millen dans le Limbourg, mais l'échangea en 1499 contre Diest en Brabant.
Six enfants sont nés de cette union :
- Engelbert II de Nassau-Dillenbourg, (1451-1504), comte de Nassau-Dillenbourg, comte de Vianden de 1473 à 1504, stathouder des Pays-Bas de 1496 à 1504, stathouder de Flandres et gouverneur de Lille de 1486 à 1504, en 1468 il épousa Cymburge de Bade (de) (ou Zimburg de Bade) (1450-1501) (Il eut deux enfants illégitimes) ;
- Jean V de Nassau-Dillenbourg, comte de Nassau-Dillenbourg ;
- Anne de Nassau-Dillenbourg (1440-1513), elle épousa en 1467 le duc Othon V de Brunswick-Lunebourg ;
- Jeanne de Nassau-Dillenbourg (1444-1468) ;
- Ottilie de Nassau-Dillenbourg (†1495), prieure de Vredenburg ;
- Adrienne de Nassau-Dillenbourg (1449-1477), en 1468 elle épousa le comte Philippe von Hanau (†1500).

Marie décède le 20 avril 1502 et est inhumée au côté de son époux dans le tombeau d'Engelbrecht Ier de Nassau (nl) dans la grande église ou Notre-Dame de la Grand-Place à Bréda.
En 2016, une tour résidentielle près de la gare de Bréda est nommée d'après elle, tout comme la rue qui porte son nom.

## Sources
- Maesschalck, Edward De, Oranje tegen Spanje : Eenheid en scheiding van de Nederlanden onder de Habsburgers 1500-1648. Uitgeverij Davidsfonds, Louvain, Belgique (2015), p. 337  (ISBN 9789462580978).